# Virginie Brémont
Pour les articles homonymes, voir Brémont.
Virginie Brémont (née le 16 juillet 1989 à Calais, Pas-de-Calais) est une joueuse de basket-ball française, évoluant au poste de meneuse.

## Biographie
En avril 2014, elle signe à Villeneuve-d’Ascq pour deux saisons plus une troisième année optionnelle. Malgré une belle saison 2013-2014 avec 7,9 points (54,3% à deux points), 3,5 passes décisives et 2,8 rebonds de moyenne pour 9,6 d’évaluation « A Montpellier, c’était compliqué, ils ne savaient pas trop ce qu’ils voulaient et moi je n’avais pas envie d’attendre. Le projet de Villeneuve-d’Ascq est intéressant. Le coach m’a fait comprendre qu’il a confiance en moi.  »
Ses bonnes performances avec Montpellier lui valent une place dans la pré-sélection de 24 joueuses de l'Équipe de France annoncée le 16 mai 2014.
Avec Montpellier, elle remporte le premier titre de champion LFB du club en 2014. En 2014, elle est présélectionnée en Équipe de France, mais n'est pas conservée dans la sélection finale qui doit disputer le championnat du monde.
En 2017, elle remporte avec Villeneuve-d'Ascq  son premier titre de championne de France face à Lattes Montpellier.
Elle signe pour 2019-2020 avec le club de Landerneau Bretagne Basket et prolonge son contrat au printemps 2020.

## Clubs[2]
- 2000-2007 :  COB Calais
- 2007-2010 :  Sports ouvriers armentiérois
- 2010-2014 :  Lattes-Montpellier
- 2014-2019 :  Entente sportive Basket de Villeneuve-d'Ascq - Lille Métropole
- 2019- :  Landerneau Bretagne Basket

## Palmarès[2]

### Équipe de FranceJeunes
- 4e du championnat d'Europe des 20 ans et moins 2010 avec l'Équipe des 20 ans et moins
- Médaille d'or au championnat d'Europe U20 2009[10].

### Club
- Championne de France NF1 en 2009
- MVP du Final 4 de NF1 en 2009
- Coupe de France féminine de basket-ball 2011[11]et 2013[12]
- Champion de France : 2014[5].
- Vainqueur de l'Eurocoupe 2015[13]
- Finaliste de l'Eurocoupe : 2016[14].
- Champion de France 2017[7].